# Walerij Jakobi

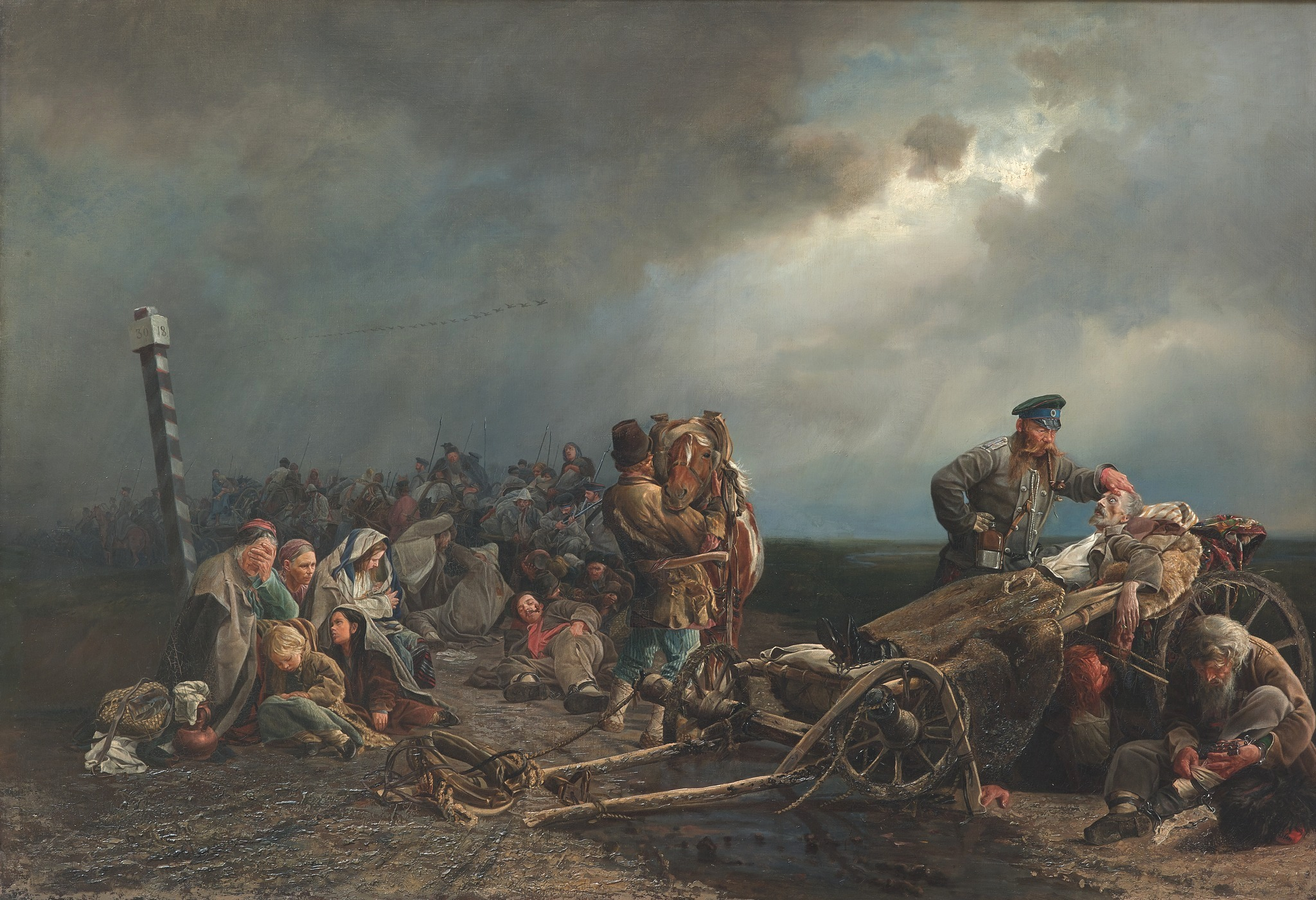
„Popas aresztantów” (1861)

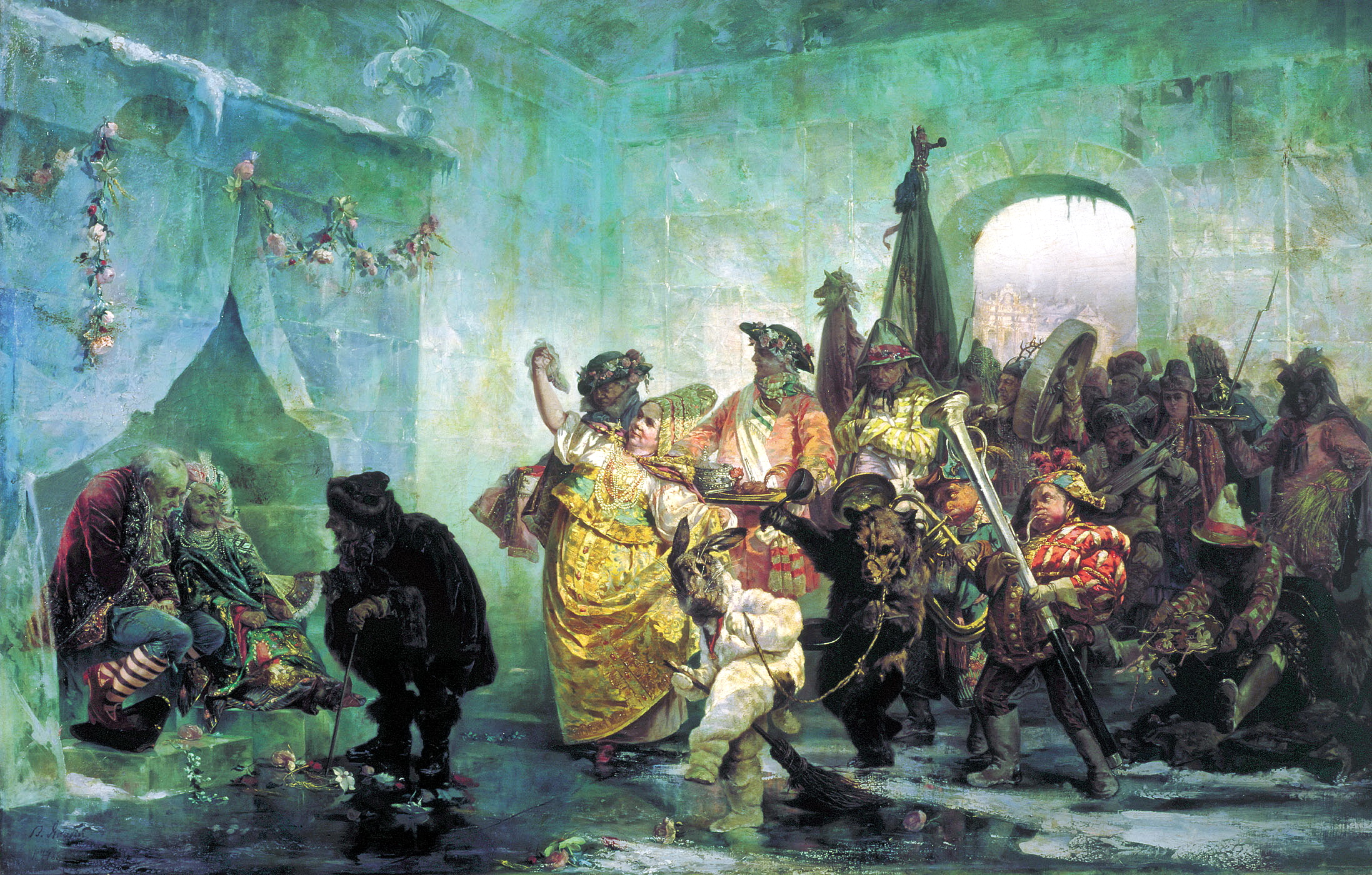
„Dom lodowy”(1878)

Walerij Jakobi (ros. Вале́рий Ива́нович Яко́би) (ur. 15 maja 1843 we wsi Kudriakowo guberni kazańskiej, zm. 26 maja 1902 w Nicei) – rosyjski malarz, profesor Cesarskiej Akademii Sztuk, współzałożyciel stowarzyszenia Pieriedwiżników.
Po ukończeniu gimnazjum w Kazaniu rozpoczął studia na Uniwersytecie Kazańskim. Po wybuchu wojny krymskiej zgłosił się na ochotnika, przerywając studia.
W roku 1856 rozpoczął studia malarstwa na Cesarskiej Akademii Sztuki w Sankt Petersburgu u Aleksieja Markowa. Z powodzeniem ukończył studia, zdobywając kolejno wszystkie srebrne i złote medale. Wielki złoty medal był w roku 1862 nagrodą za obraz „Popas aresztantów”, powstały pod wpływem reform cara Aleksandra II, które ulżyły doli katorżników.
Dzięki otrzymanemu stypendium Jakobi wyruszył w podróż studialną po krajach Europy zachodniej. Zwiedził Niemcy, Szwajcarię, gdzie zatrzymał się w Zurychu, potem w Paryżu, Neapolu i Rzymie. Oprócz niewielkich obrazów rodzajowych namalował dwa obrazy historyczne: „Terroryści i umiarkowani uczestnicy Rewolucji Francuskiej” oraz „Kardynał de Guise z głową admirała Coligny, zabitego w noc św. Bartłomieja”. Ten obraz przyniósł Jakobiemu tytuł akademika. W roku 1864 za obraz „Aresztowanie księcia Birona” otrzymał tytuł profesora, a w roku 1870 został członkiem rady Akademii.
W roku 1878 pełnił funkcję komisarza rosyjskiego działu sztuki na Wystawie Światowej w Paryżu.
Ostatnie lata życia spędził w Algerze i na południu Francji.
Wielkie powodzenie obrazów Jakobiego skłoniło malarza do pospiesznej, niezbyt starannej pracy. Posługiwał się manekinami i fotografiami. Malował sceny historyczne i dworskie, w późniejszym okresie sceny haremowe. Mimo tematyki odległej od ideałów Pieriedwiżników, został jednym z założycieli tego stowarzyszenia.

## Galeria

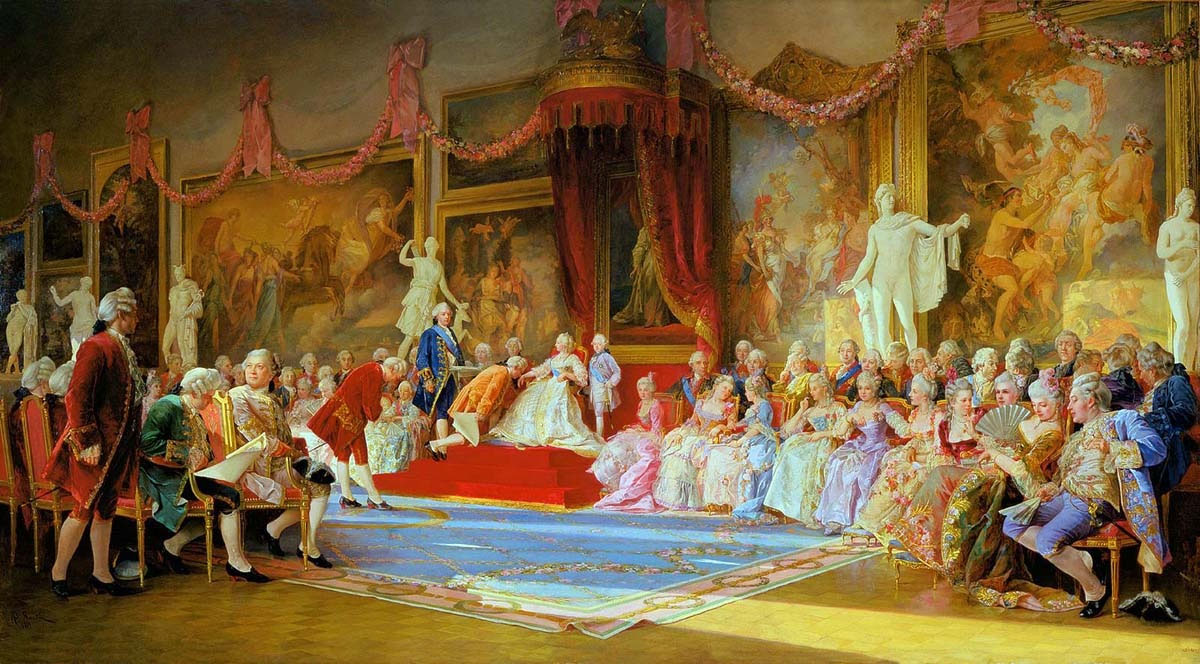
Inauguracja Cesarskiej Akademii Sztuki 7 lipca 1765.
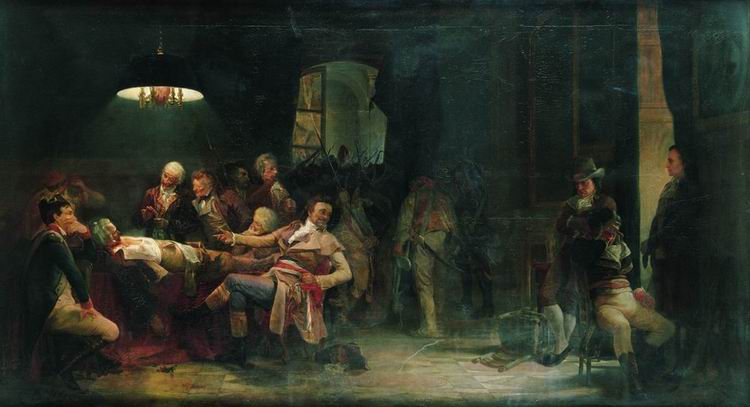
9 Termidor (1864).
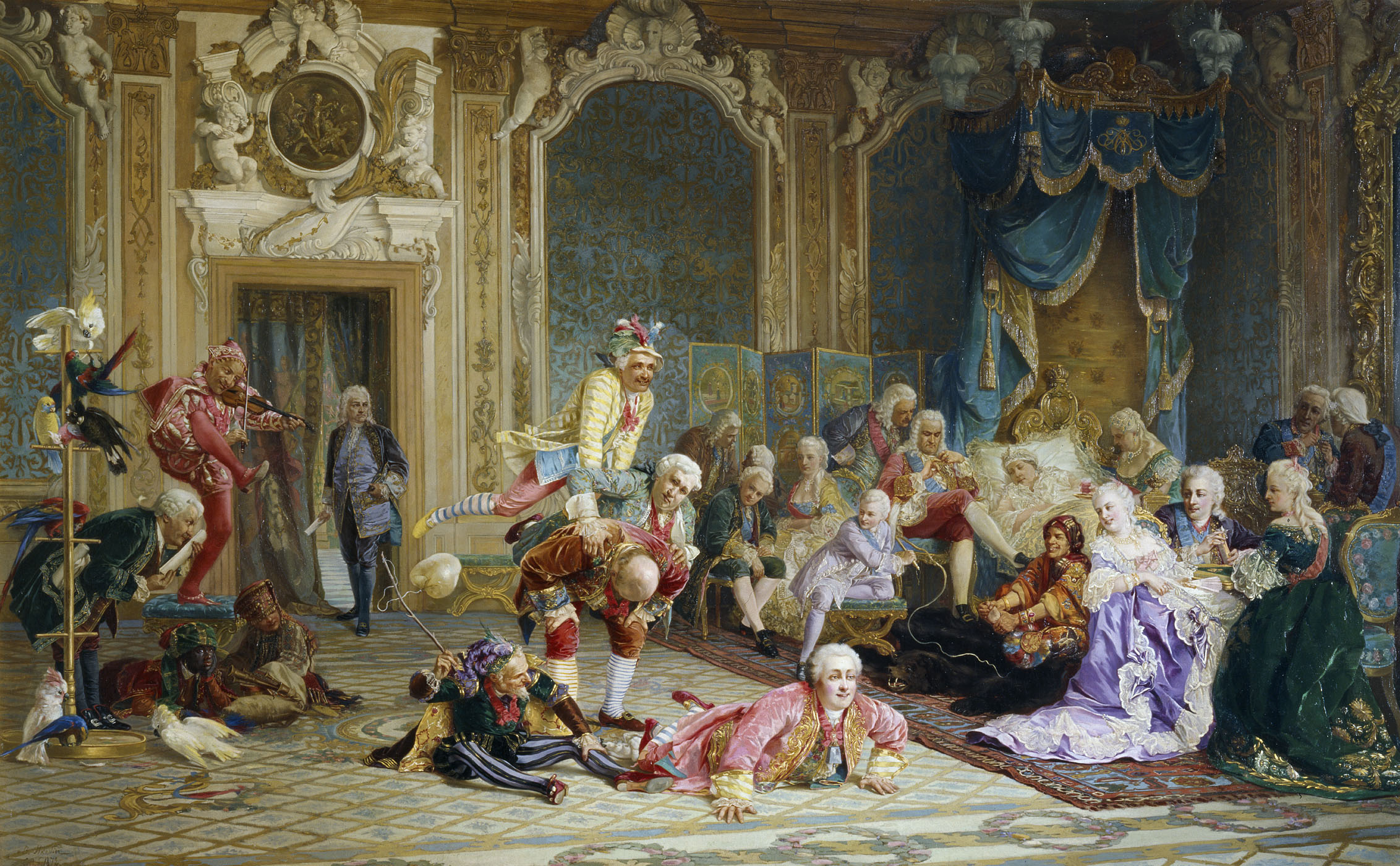
Błaźni na dworze cesarzowej Anny Joannownej (1872)
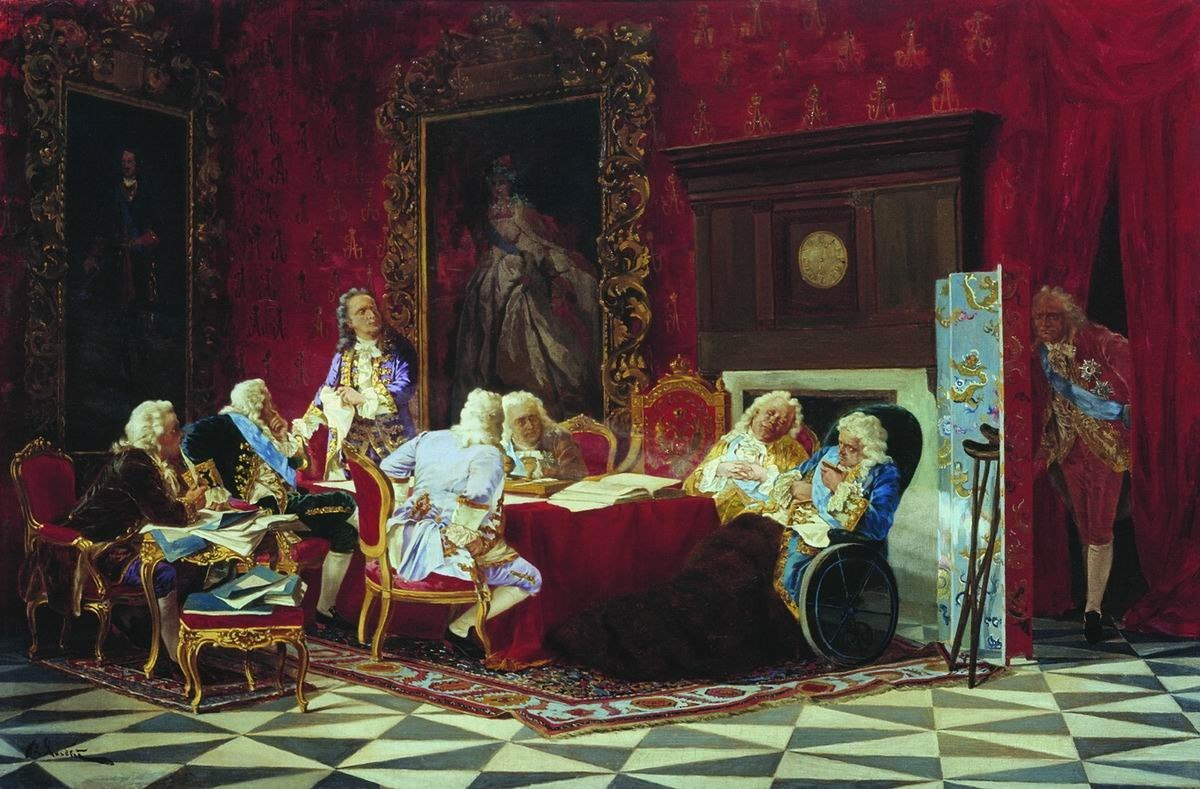
A. Wołyński na posiedzeniu gabinetu ministrów (1889)
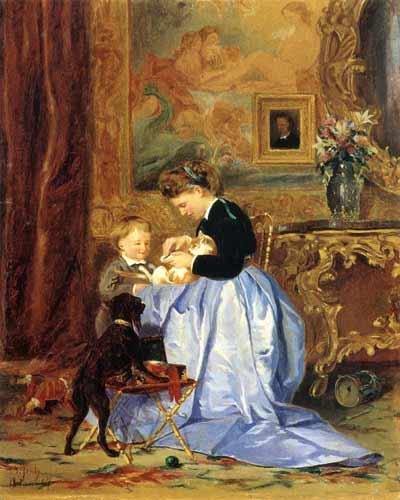
Rodzina artysty (1867)
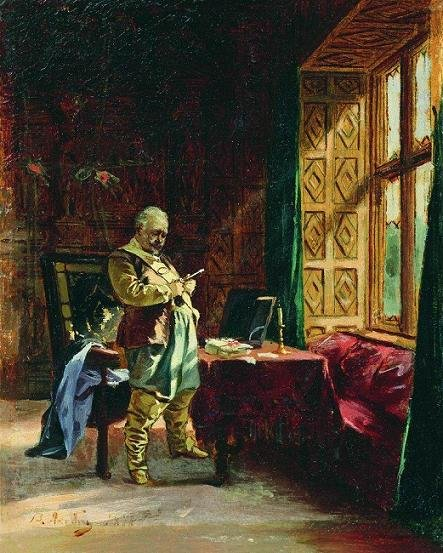
Przed pojedynkiem (1877)
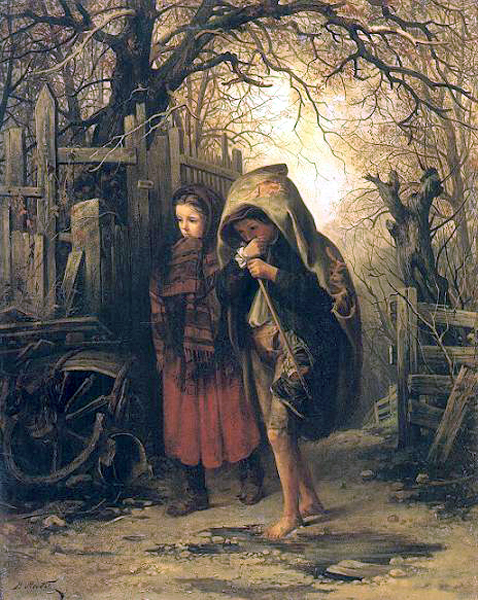
Jesień (przed 1902).
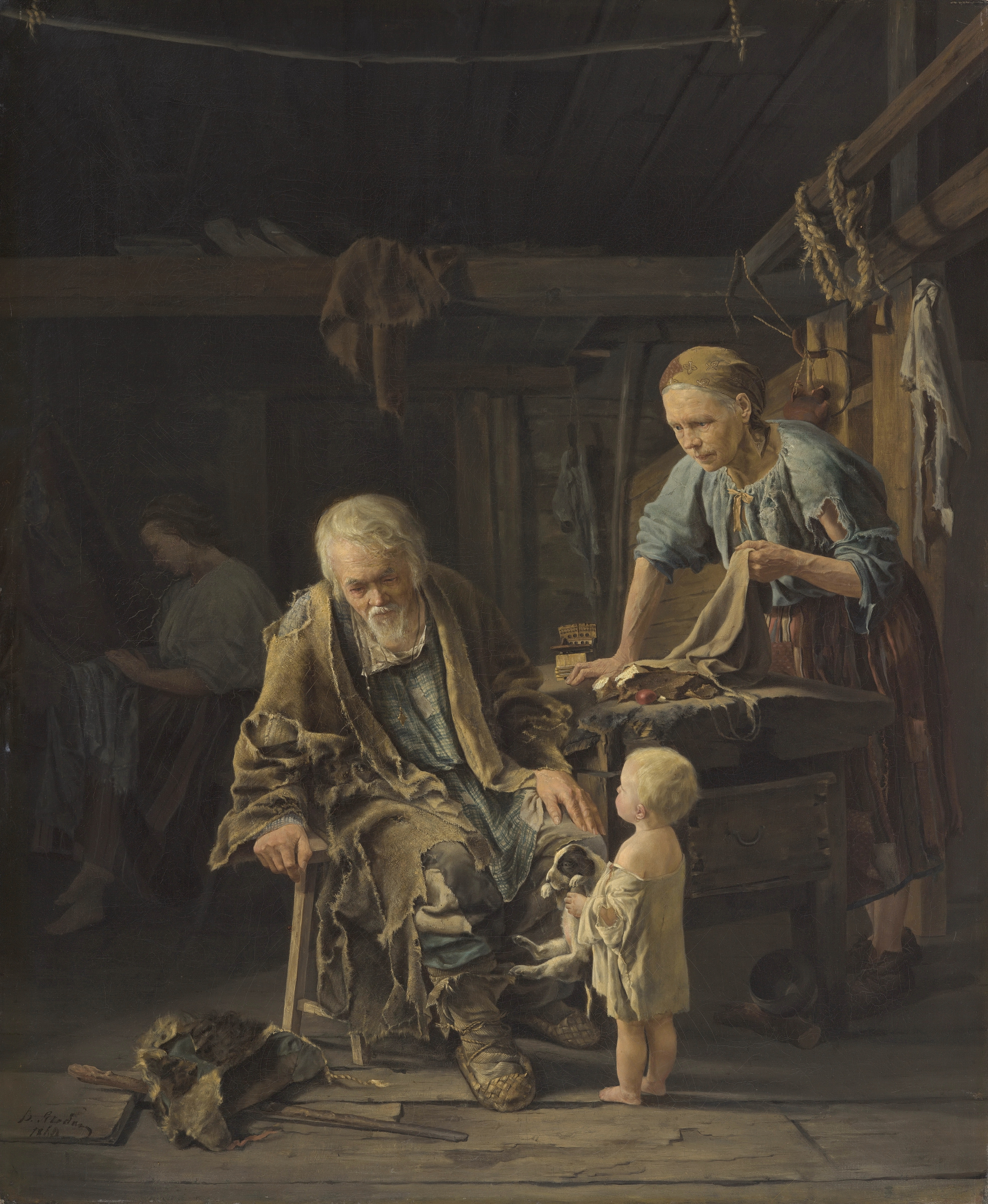
Boże Narodzenie biedaka (1860)
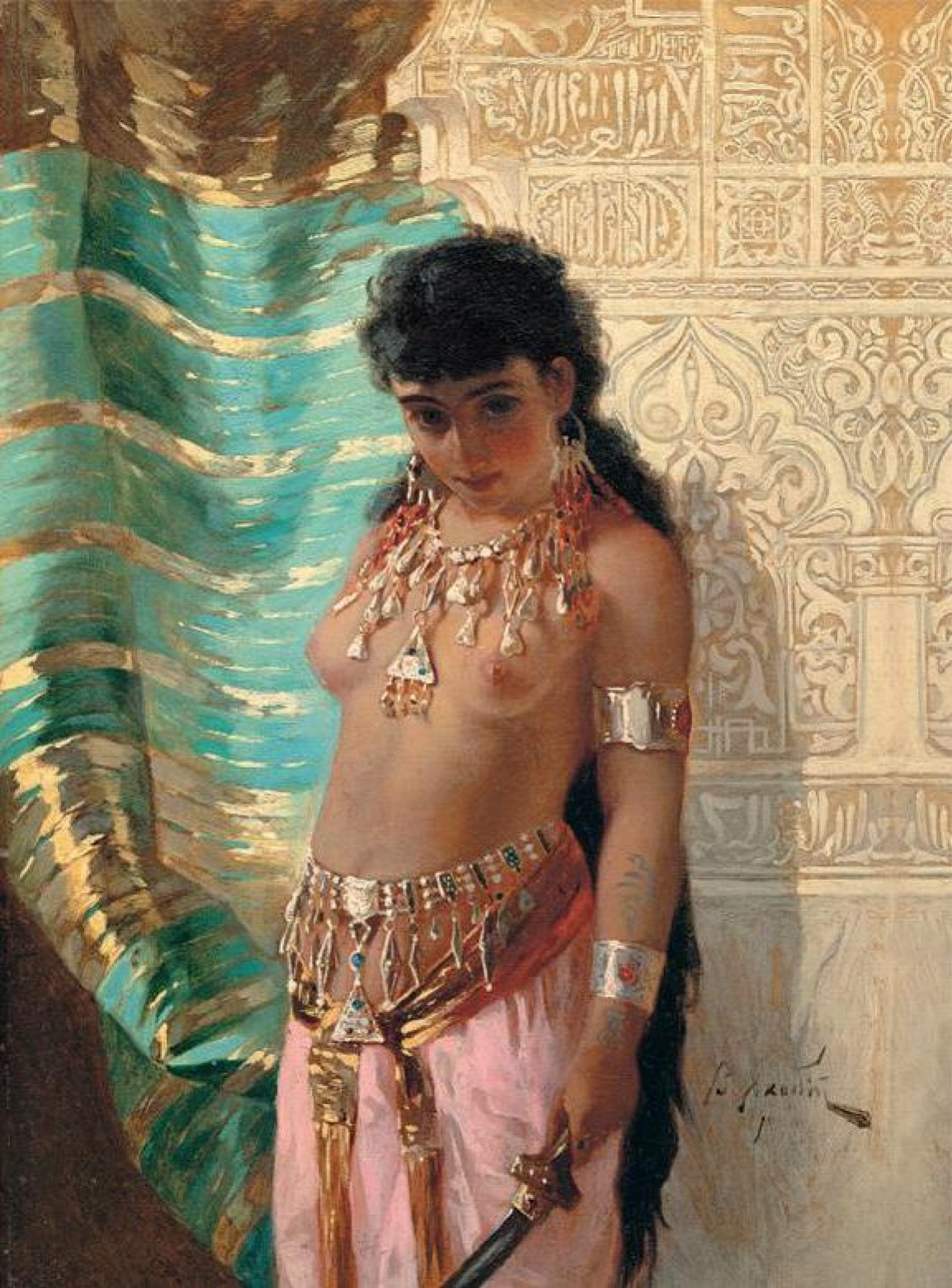
Dziewczyna z szablą (1881)
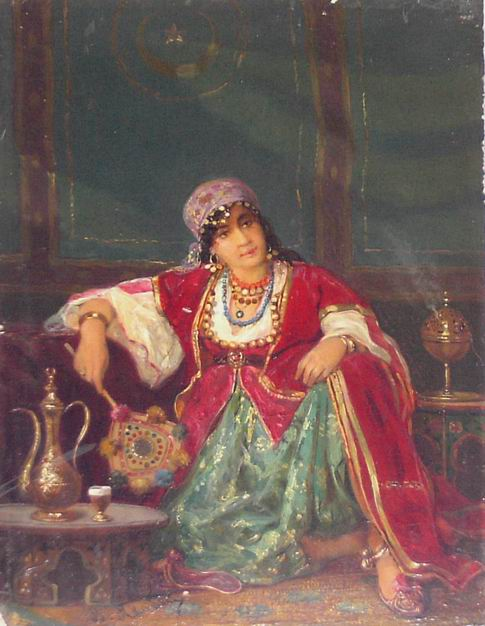
Turczynka (przed 1902)